# Hermann Ehrhardt
Hermann Ehrhardt (29 de noviembre de 1881 Diersburg, Imperio alemán - Brunn am Walde, Austria, 27 de septiembre de 1971) fue un comandante alemán de los Freikorps durante el período de agitación en la República de Weimar, Alemania, desde 1918 hasta 1920, al mando del famoso II. Marine Brigade, más conocida como la Brigada Ehrhardt o Marinebrigade Ehrhardt.

## Biografía

### Primeros años y Primera Guerra Mundial
Nacido en Diersburg, ahora parte de Hohberg, Baden-Württemberg, sirvió en la Armada Imperial Alemana como Korvettenkapitän. En la batalla de Jutlandia en mayo de 1916, comandó la 17.ª mitad de la flotilla del IX. Flotilla de torpederos; su buque insignia, el SMS V27 se hundió en acción. Más tarde en la guerra estuvo involucrado en acciones en el sur del Mar del Norte y el estrecho de Dover. Al final de la guerra, era comandante de la IX. Flotilla de torpederos, que condujo a la internación en Scapa Flow en noviembre de 1918, regresando a Alemania con la mayoría de su tripulación poco después. 

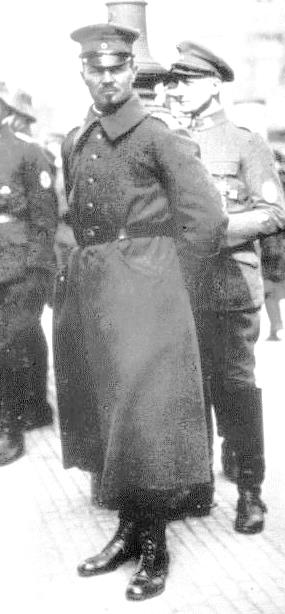
Hermann Ehrhardt en Berlín durante el Kapp-Putsch, 1920.

Tras la derrota del Imperio alemán, Ehrhardt formó la II. Brigada de Infantería de Marina. Fuerte opositor del Tratado de Versalles, mantuvo fuertes puntos de vista monárquicos. La II. Brigada de Infantería de Marina era una fuerza de alrededor de 6.000 hombres. Lucharon en el noroeste de Alemania, el centro de Alemania, la Alta Silesia, y Baviera y participaron en el fallido Putsch Kapp-Lüttwitz de 1920. Después del fallido Putsch, Ehrhardt huyó de Alemania, a la que regresó más tarde. En Baviera, gobernada por Gustav von Kahr en ese momento, formó la Organización Cónsul, y más tarde la Liga Vikinga (Bund Wiking), una sociedad militar secreta.

### Partido Nacionalsocialista
Tres años después, durante el Beer Hall Putsch, Ehrhardt y su subcomandante Eberhard Kautter se negaron a ayudar al Partido Nacionalsocialista de Adolf Hitler. Ehrhardt luego disputó el liderazgo con Hitler, pero no tuvo éxito, y la mayoría de los hombres de Ehrhardt se unieron al NSDAP. Se involucró en los intentos de desestabilizar a los nacionalsocialistas como resultado y trabajó detrás de escena para forjar una alianza entre el líder disidente de las Sturmabteilung, Walter Stennes, y el líder del Frente Negro, Otto Strasser. Finalmente, la iniciativa no fue un éxito, ya que Strasser abandonó a Stennes cuando supo que el reaccionario Ehrhardt estaba detrás del plan para unir a los dos líderes.
Ehrhardt fue uno de los que fueron seleccionados para ser asesinados durante la Noche de los cuchillos largos, pero logró escapar a Austria. Más tarde fue invitado de regreso a la Alemania nazi. Murió en 1971 en Brunn am Walde, Baja Austria.